# Prsten Nibelunga
Prsten Nibelunga (njem. Der Ring des Nibelungen njemački izgovor [▶]), je ciklus od četiri opere njemačkog skladatelja Richarda Wagnera. To je tetralogija koju čine:
- Rajnino zlato (prolog)
- Valkira (prvi dan)
- Siegfried (drugi dan)
- Sumrak bogova (treći dan)

Prva opera zamišljena je kao prolog ostalima.  Prsten Nibelunga jedna je od najmonumentalnijih umjetničkih struktura uopće i najopsežnije glazbeno djelo zapadne kulture. Za pisanje, uglazbljivanje libreta, pripremu i izvođenje Tetralogije Wagneru je bilo potrebno punih 26 godina. Djelo traje oko 16 sati što je uobičajeno trajanje 5 do 6 opera, ili dvadesetak simfonija. Izvođenje ovog djela zahtjeva sve dramske, glazbene i scenske resurse čak i najbolje opremljenih opernih kuća.

## Radnja
Radnja se vrti oko čarobnog prstena koji daje moć vladanja svijetom, iskovanog od strane nibelungenskog patuljka Albericha, od zlata koje su ukrale rajnske djevice u rijeci Rajni.
Wotan (poglavica bogova), krade prsten od Albericha uz pomoć boga Logija, ali je prisiljen dati ga divovima Fafniru i Fasoltu u zamjenu za izgradnju prebivališta bogova, Valhale, kako ne bi morali predati Freyju umjesto toga, koja bogovima daje zlatne jabuke koje ih čuvaju mladima.
Wotanovi planovi za preuzimanje prstena pokreću većinu akcije u priči. Smrtni Siegfried - koji provodi plan Wotana, svog djeda - osvaja prsten ubijajući Fafnira (koji je zauzvrat ubio Fasolta zbog prstena), ali je na kraju izdan i ubijen zbog intriga Hagena - sina Albericha - koji želi prsten za sebe.
Konačno, Valkyrie Brünnhilde - Siegfriedova ljubavnica i Wotanova kći koja je izgubila besmrtnost jer je prkosila ocu u pokušaju da spasi Sigmunda, Sigfriedovog oca - vraća prsten rajnskim djevicama i oduzima si život na Siegfriedovoj pogrebnoj lomači. Hagen se utapa pokušavajući dohvatiti prsten. Bogovi i Valhala uništeni su vatrom.